# Адам Тучний
Адам Тучний (словац. Adam Tučný; нар. 21 травня 2002, Дунайська Стреда, Словаччина) — словацький футболіст, півзахисник клубу «Ружомберок».

## Ігрова кар'єра

### Клубна
Адам Тучний починав займатися футболом у своєму рідному місті Дунайська Стреда в місцевому клубі ДАК 1904. В 2019 році футболіст приєднався до клубу «Тренчин». В складі якого в липні 2020 року дебютував на професійному рівні, коли вийшов на заміну в матчі чемпіонату Словачични.
В липні 2022 року футболіст перейшов до клубу Суперліги «Ружомберок», з яким підписав трирічний контракт.

### Збірна
У вересні 2021 року Тучний дебютував у складі молодіжної збірної Словаччини.
В грудні 2022 року футболіст вперше отримав виклик на тренувальні збори національної збірної Словаччини.

## Титули і досягнення
- Володар Кубка Словаччини (1):

«Ружомберок»: 2024